# Mesochorus areolaris
Mesochorus areolaris är en stekelart som beskrevs av Julius Theodor Christian Ratzeburg 1852. Mesochorus areolaris ingår i släktet Mesochorus och familjen brokparasitsteklar. Inga underarter finns listade i Catalogue of Life.